# Patrick Rafter
 (janvier 2012).
Si vous disposez d'ouvrages ou d'articles de référence ou si vous connaissez des sites web de qualité traitant du thème abordé ici, merci de compléter l'article en donnant les références utiles à sa vérifiabilité et en les liant à la section « Notes et références ».
Patrick Michael "Pat" Rafter, né le 28 décembre 1972 à Mount Isa, ville de la province du Queensland, est un joueur de tennis australien, professionnel sur le Circuit ATP de 1991 à 2001.
Pat Rafter a aussi joué en double, se classant 6e joueur mondial après sa victoire à l'Open d'Australie 1999, associé au Suédois Jonas Björkman.

## Biographie
Beaucoup[évasif][Qui ?] le considèrent avec Stefan Edberg comme l'un des meilleurs serveurs-volleyeurs de tous les temps[réf. nécessaire]. Il fut souvent handicapé par des blessures à l'épaule qui le conduiront vers une retraite prématurée à 28 ans au sommet de la gloire.

### Débuts professionnels
Pat Rafter commence à faire parler de lui en 1993 en éliminant le no 1 mondial Pete Sampras au tournoi d'Indianapolis, alors qu'il ne pointe qu'au 139e rang mondial. Son jeu extrêmement offensif était caractérisé par son service-volée. 

### Succès à l'US Open
Éphémère numéro un mondial pendant une semaine en juillet 1999, il remporte deux titres du Grand Chelem en simple à l'US Open en 1997 et 1998.
Rafter s'est également illustré dans les autres tournois majeurs, disputant notamment deux finales à Wimbledon, perdues face à Pete Sampras en 2000 et Goran Ivanišević en 2001. À Roland-Garros comme à l'Open d'Australie, ses meilleures performances demeurent des demi-finales, en 1997 à Paris contre Sergi Bruguera, en 2001 à Melbourne contre Andre Agassi.
Pilier de l'équipe d'Australie de Coupe Davis, il ne peut prendre part, en raison d'une blessure, à la finale remportée par son pays en 1999. Il ne parvient pas ensuite à gagner l'épreuve, échouant en finale en 2000 contre l'Espagne, puis en 2001 contre la France. Lors de cette dernière finale, il gagne son premier match en simple mais ne peut prendre part au second pour cause de blessures.

### Fin de carrière
Sa dernière année sur le circuit en 2001 le voit passer tout près d'un nouveau sacre. Dans son tournoi australien, Rafter échoue ainsi en cinq sets en demi-finale, victime de crampes, alors qu'il menait deux manches à une face à Andre Agassi. Puis en juillet sur le gazon de Wimbledon, il passe à deux points du titre face à Goran Ivanišević, échouant en cinq sets alors qu'il était favori. Il termine sa carrière sur une déception en Coupe Davis face à la France, ne pouvant jouer son deuxième simple pour cause de blessure et contribuant à la défaite de son équipe à domicile sur l'herbe australienne.
Sa retraite, suivie de celle de Pete Sampras l'année suivante, coïncide avec la fin des serveurs volleyeurs au plus haut niveau mondial. La fin d'un style de jeu qui coïncide également avec l'évolution du matériel de tennis, toujours plus performant.

### Récompenses
En 2005, les journalistes américains de Tennis Magazine ont élu Patrick Rafter au 39e rang des « quarante plus grands champions de tennis de ces quarante dernières années » (hommes et femmes confondus), derrière Virginia Wade (38e) et devant Gabriela Sabatini (40e). Il est membre du International Tennis Hall of Fame depuis 2006.
Il est le joueur à avoir occupé le rang de no 1 mondial le moins longtemps (7 jours, du 26 juillet au 1er août 1999).
À l'Open d'Australie 2014, il fait un retour à la compétition en double en compagnie de son compatriote Lleyton Hewitt mais perd au premier tour.

## Palmarès

### En simple messieurs
| 11 titres en simple | 2 G. Chelem | 2 G. Chelem | 2 G. Chelem | 2 G. Chelem | 0 Masters | 0 Masters | 0 Masters   | 0 Masters   | 2 Masters 1000 | 2 Masters 1000 | 2 Masters 1000 | 2 Masters 1000 | 1 ATP 500          | 1 ATP 500          | 1 ATP 500          | 1 ATP 500          | 6 ATP 250          | 6 ATP 250          | 6 ATP 250      | 6 ATP 250      | 0 JO           | 0 JO           | 0 JO           | 0 JO           |
| 11 titres en simple | 7 sur dur   | 7 sur dur   | 7 sur dur   | 7 sur dur   | 7 sur dur | 7 sur dur | 4 sur gazon | 4 sur gazon | 4 sur gazon    | 4 sur gazon    | 4 sur gazon    | 4 sur gazon    | 0 sur terre battue | 0 sur terre battue | 0 sur terre battue | 0 sur terre battue | 0 sur terre battue | 0 sur terre battue | 0 sur moquette | 0 sur moquette | 0 sur moquette | 0 sur moquette | 0 sur moquette | 0 sur moquette |

## Parcours dans les tournois duGrand Chelem

### En simple
| Année | Open d'Australie | Open d'Australie | Internationaux de France | Internationaux de France | Wimbledon       | Wimbledon     | US Open         | US Open          |
| ----- | ---------------- | ---------------- | ------------------------ | ------------------------ | --------------- | ------------- | --------------- | ---------------- |
| 1992  | 1er tour (1/64)  | J. Grabb         | —                        | —                        | —               | —             | —               | —                |
| 1993  | 1er tour (1/64)  | J. Siemerink     | —                        | —                        | 3e tour (1/16)  | A. Agassi     | 1er tour (1/64) | D. Flach         |
| 1994  | 3e tour (1/16)   | X. Daufresne     | 1/8 de finale            | S. Bruguera              | 2e tour (1/32)  | S. Bruguera   | 3e tour (1/16)  | T. Martin        |
| 1995  | 1/8 de finale    | A. Agassi        | 1er tour (1/64)          | S. Bruguera              | 1er tour (1/64) | M. Woodforde  | 2e tour (1/32)  | M. Rosset        |
| 1996  | 2e tour (1/32)   | M. Hadad         | 1er tour (1/64)          | C. Moyà                  | 1/8 de finale   | G. Ivanišević | 1er tour (1/64) | K. Carlsen       |
| 1997  | 1er tour (1/64)  | A. Costa         | 1/2 finale               | S. Bruguera              | 1/8 de finale   | T. Woodbridge | Victoire        | G. Rusedski      |
| 1998  | 3e tour (1/16)   | A. Berasategui   | 2e tour (1/32)           | J. Stoltenberg           | 1/8 de finale   | T. Henman     | Victoire        | M. Philippoussis |
| 1999  | 3e tour (1/16)   | T. Enqvist       | 3e tour (1/16)           | F. Meligeni              | 1/2 finale      | A. Agassi     | 1er tour (1/64) | C. Pioline       |
| 2000  | —                | —                | 2e tour (1/32)           | C. Pioline               | Finale          | P. Sampras    | 1er tour (1/64) | G. Blanco        |
| 2001  | 1/2 finale       | A. Agassi        | 1er tour (1/64)          | W. Arthurs               | Finale          | G. Ivanišević | 1/8 de finale   | P. Sampras       |

N.B. : à droite du résultat se trouve le nom de l'ultime adversaire.

### En double
| Année | Open d'Australie                                                                        | Open d'Australie                                                                           | Internationaux de France                                                                   | Internationaux de France                                                                   | Wimbledon                                                                      | Wimbledon                                                                    | US Open | US Open |
| ----- | --------------------------------------------------------------------------------------- | ------------------------------------------------------------------------------------------ | ------------------------------------------------------------------------------------------ | ------------------------------------------------------------------------------------------ | ------------------------------------------------------------------------------ | ---------------------------------------------------------------------------- | ------- | ------- |
| 1992  | 2e tour (1/16) P. Tramacchi \|\| style="text-align:left;" \| K. Jones R. Leach          | —                                                                                          | —                                                                                          | —                                                                                          | —                                                                              | —                                                                            | —       |         |
| 1993  | 2e tour (1/16) P. Kilderry \|\| style="text-align:left;" \| J. Grabb R. Reneberg        | —                                                                                          | —                                                                                          | —                                                                                          | —                                                                              | 1/4 de finale J. Björkman \|\| style="text-align:left;" \| K. Flach R. Leach |         |         |
| 1994  | 1er tour (1/32) J. Stoltenberg \|\| style="text-align:left;" \| L. Paes M. Renström     | 1er tour (1/32) G. Muller \|\| style="text-align:left;" \| D. Cahill J. Fitzgerald         | —                                                                                          | —                                                                                          | 2e tour (1/16) B. Shelton \|\| style="text-align:left;" \| L. Jensen M. Jensen |                                                                              |         |         |
| 1995  | 1/8 de finale J. Fitzgerald \|\| style="text-align:left;" \| J. Palmer R. Reneberg      | 1er tour (1/32) O. Delaitre \|\| style="text-align:left;" \| R. Leach S. Melville          | 1/4 de finale M. Philippoussis \|\| style="text-align:left;" \| T. Woodbridge M. Woodforde | 1/8 de finale M. Philippoussis \|\| style="text-align:left;" \| T. Woodbridge M. Woodforde |                                                                                |                                                                              |         |         |
| 1996  | 2e tour (1/16) M. Philippoussis \|\| style="text-align:left;" \| M. Damm J. Grabb       | 1/8 de finale M. Philippoussis \|\| style="text-align:left;" \| M. Woodforde T. Woodbridge | 1/2 finale M. Philippoussis \|\| style="text-align:left;" \| T. Woodbridge M. Woodforde    | 1/2 finale M. Philippoussis \|\| style="text-align:left;" \| T. Woodbridge M. Woodforde    |                                                                                |                                                                              |         |         |
| 1997  | 1er tour (1/32) J. Fitzgerald \|\| style="text-align:left;" \| L. Lobo J. Sánchez       | 1/8 de finale M. Philippoussis \|\| style="text-align:left;" \| J. Eagle A. Florent        | 1/4 de finale M. Philippoussis \|\| style="text-align:left;" \| J. Eltingh P. Haarhuis     | 1/8 de finale M. Philippoussis \|\| style="text-align:left;" \| J. Björkman N. Kulti       |                                                                                |                                                                              |         |         |
| 1998  | 1er tour (1/32) M. Philippoussis \|\| style="text-align:left;" \| P. Albano À. Corretja | 1/2 finale J. Björkman \|\| style="text-align:left;" \| J. Eltingh P. Haarhuis             | 1/2 finale J. Björkman \|\| style="text-align:left;" \| T. Woodbridge M. Woodforde         | 1/4 de finale J. Björkman \|\| style="text-align:left;" \| M. Knowles D. Nestor            |                                                                                |                                                                              |         |         |
| 1999  | Victoire J. Björkman                                                                    | M. Bhupathi L. Paes                                                                        | 1/8 de finale J. Björkman \|\| style="text-align:left;" \| G. Ivanišević J. Tarango        | 1/4 de finale J. Björkman \|\| style="text-align:left;" \| M. Knowles D. Nestor            | —                                                                              | —                                                                            |         |         |
| 2000  | —                                                                                       | —                                                                                          | 2e tour (1/16) L. Hewitt \|\| style="text-align:left;" \| P. Norval K. Ullyett             | —                                                                                          | —                                                                              | —                                                                            | —       |         |
|       |                                                                                         |                                                                                            |                                                                                            |                                                                                            |                                                                                |                                                                              |         |         |
| 2004  | 1er tour (1/32) J. Eagle \|\| style="text-align:left;" \| J. Coetzee C. Haggard         | —                                                                                          | —                                                                                          | —                                                                                          | —                                                                              | —                                                                            | —       |         |
|       |                                                                                         |                                                                                            |                                                                                            |                                                                                            |                                                                                |                                                                              |         |         |
| 2014  | 1er tour (1/32) L. Hewitt \|\| style="text-align:left;" \| E. Butorac R. Klaasen        |                                                                                            |                                                                                            |                                                                                            |                                                                                |                                                                              |         |         |

N.B. : le nom du ou de la partenaire se trouve sous le résultat ; le nom des ultimes adversaires se trouve à droite.

## Parcours dans lesMasters 1000
| Année | Indian Wells             | Miami                   | Monte-Carlo         | Rome                   | Hambourg             | Canada                  | Cincinnati               | Stockholm puis Essen puis Stuttgart | Paris                     |
| ----- | ------------------------ | ----------------------- | ------------------- | ---------------------- | -------------------- | ----------------------- | ------------------------ | ----------------------------------- | ------------------------- |
| 1993  | 1er tour M. Washington   | —                       | —                   | —                      | —                    | —                       | 1er tour D. Nestor       | —                                   | —                         |
| 1994  | 1/8 de finale C. Costa   | 1/2 finale A. Agassi    | —                   | 1er tour M. Chang      | —                    | 1er tour O. Delaitre    | 1er tour M. Damm         | 2e tour W. Ferreira                 | 1er tour C. Pioline       |
| 1995  | 1/8 de finale P. Sampras | 3e tour M. Wilander     | 1er tour J. Sánchez | 1er tour S. Bruguera   | 2e tour A. Gaudenzi  | 2e tour M. Stich        | 1/8 de finale M. Chang   | —                                   | —                         |
| 1996  | —                        | —                       | —                   | —                      | —                    | 1/4 de finale M. Ríos   | 2e tour T. Enqvist       | —                                   | —                         |
| 1997  | 1er tour H. Dreekmann    | 1er tour H. Gumy        | —                   | 2e tour A. Berasategui | —                    | 2e tour M. Tebbutt      | 1/8 de finale P. Sampras | 1/2 finale P. Korda                 | 1/8 de finale R. Krajicek |
| 1998  | 1/8 de finale A. Agassi  | 2e tour V. Spadea       | —                   | 1er tour S. Schalken   | —                    | Victoire R. Krajicek    | Victoire P. Sampras      | 1/8 de finale G. Rusedski           | 1/8 de finale T. Martin   |
| 1999  | 2e tour N. Kiefer        | 3e tour N. Kiefer       | —                   | Finale G. Kuerten      | —                    | 1/4 de finale N. Kiefer | Finale P. Sampras        | —                                   | —                         |
| 2000  | 2e tour À. Corretja      | 1/8 de finale A. Agassi | —                   | 1er tour B. Ulihrach   | 1er tour W. Ferreira | 1/4 de finale J. Novák  | —                        | 2e tour A. Pavel                    | 1/8 de finale G. Kuerten  |
| 2001  | 1/4 de finale P. Sampras | 1/2 finale A. Agassi    | —                   | —                      | —                    | Finale A. Pavel         | Finale G. Kuerten        | —                                   | —                         |

N.B. : sous le résultat se trouve le nom de l’ultime adversaire.